# William Davis (periodista)
William Davis (6 de marzo de 1933-2 de febrero de 2019) fue un periodista y escritor británico. Además de dirigir programas televisivos y radiofónicos dedicados a temas económicos y financieros, fue director de varias publicaciones y presidió la British Tourist Authority y el English Tourist Board.

## Biografía
Nacido en Hanóver, Alemania, emigró al Reino Unido con 16 años y se nacionalizó como ciudadano británico. 
De 1954 a 1959 Davis trabajó para el Financial Times hasta que, en 1960, lord Beaverbrook le nombró jefe de la sección dedicada a la City del Evening Standard. De 1965 a 1968, era jefe de Economía del The Guardian.
Asimismo, presentó varios programas para la BBC, tanto para la radio como para la televisión, incluyendo Prospect, The Money Programme (BBC2) y The World at One (Radio 4). 
En 1968 fue nombrado director de la revista satírica Punch, cargo que desempeñó hasta 1977, cuando decidió dedicarse a tiempo completo a dirigir la revista High Life que había fundado en 1973 para la compañía aérea, British European Airways (BEA) que el año siguiente se fusionarían con British Overseas Airways Corporation (BOAC), para formar British Airways.
Davis también presidió Headway Publications, una editorial perteneciente a Maxwell Communications.
Falleció el 2 de febrero de 2019 tras sufrir un ataque cardíaco.